# Edificio Interbank
El Edificio Interbank es un edificio ubicado en la urbanización Santa Catalina, en el distrito de La Victoria, ciudad de Lima, capital del Perú. Sirve como sede principal al banco Interbank, entidad financiera peruana y fue inaugurado en febrero de 2001. Se ubica en la intersección de las avenidas Luis Bedoya Reyes y Javier Prado Este. Tiene un área total de construcción de 45.300 m² y 88 metros de altura máxima.

## Construcción
La construcción estuvo a cargo de la empresa peruana Cosapi S.A. y el diseño a cargo del arquitecto austriaco Hans Hollein. Esto marcó el final de un período de inactividad del mismo desde los años 1980. Este edificio fue inaugurado en la misma época que el Media Tower de Viena. Ambos proyectos fueron diseñados en paralelo. El período de construcción fue entre 1996 y 2000.

## Distribución
El edificio consta de dos bloques distintos e interligados. El primero de ellos es la torre (Torre A) y el segundo (Torre B) es la construcción rectangular de seis pisos y paredes exteriores de vidrio blanco donde se encuentran oficinas y la cafetería. De este bloque, sobresale un apéndice desde el cuarto piso. La Torre A se encuentra levemente inclinada adoptando la figura de una "vela al viento" cuyo frontis se encuentra reforzado por una malla de titanio que sirve tanto de adorno (cuenta con un juego de luces que cambian del color de la institución a los colores característicos de alguna festividad especial) como de protección a la luz solar. La torre cuenta con 20 pisos y llega a una altura máxima de 88 metros coronándose con un helipuerto. 
La inclinación de la torre no solo tiene una función estética sino también antisísmica desarrollada por el especialista Carlos Casabonne Rasselet. De la misma manera, el zócalo que da a la calle ha sido realizado con piedra volcánica de los Andes, según la antigua tradición de la arquitectura incaica del Perú.

## Helipuerto
Dentro de la infraestructura del edificio destaca su plataforma para recibir helicópteros ligeros de hasta 3000 kg.

## Premios
El edificio ha sido considerado entre las 13 edificaciones más espectaculares de Latinoamérica.